# Aldo Palazzeschi

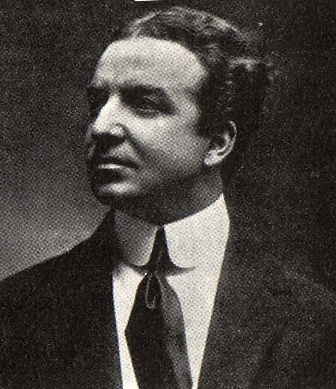
Aldo Palazzeschi

Aldo Palazzeschi (eg. Aldo Giurlani), född 1885 i Florens, död 1974, var en italiensk författare.
"P. har med jämnt fördelat intresse ägnat sig åt poesi och prosa. Inom poesin är han en pionjär ... Som berättare excellerar han i det burleska och karikerade och skildrar bl.a. toskanskt småborgarskap med ironi och medlidande. På 60-talet undergick P. en märklig förnyelse och vann avantgardets beundran. Sin sista diktsamling utgav han 1972 vid 87 års ålder." (Litteraturhandboken, 1983)

## På svenska
- Systrarna Materassi (översättning Karin de Laval, Natur och kultur, 1942) (Sorelle Materassi)
- Rom: en nutidsroman från den eviga staden (översättning Karin de Laval, Natur och kultur, 1955)